# 利特爾阿梅里卡 (伊利諾伊州)
利特爾阿梅利卡（英語：Little America）是位於美國伊利諾伊州富爾頓縣的一個行政鎮區。

## 地方資料
根據2010年美國人口普查的數據，利特爾阿梅利卡的面積為5.00平方千米，當中陸地面積為5.00平方千米，而水域面積為5.00平方千米。當地共有人口500人，而人口密度為每平方千米100人。